# David Walker (Diplomat)
David Walker ist ein neuseeländischer Diplomat und ehemaliger Vorsitzender des Dispute Settlement Body und des Allgemeinen Rates der Welthandelsorganisation (WTO).

## Leben
David Walker hat einen PhD in Economics. Seine berufliche Laufbahn begann David Walker als Chartered Accountant.
Von 2012 bis 2016 war er Deputy Secretary of the Ministry of Foreign Affairs and Trade von Neuseeland und in dieser Funktion für die Verhandlungen von Handelsabkommen zuständig. Im Rahmen seiner Tätigkeit war er der Hauptverhandlungsführer Neuseelands bei dem Abschluss der Transpazifischen Partnerschaft.
Von 2009 bis 2011 war er der ständige Repräsentant von Neuseeland bei der Welthandelsorganisation, wozu er 2017 erneut ernannt wurde, was er bis 2021 ausübte. Dort war er Vorsitzender des Committee on Agriculture in Special Session.
Er wurde 2019 zum Vorsitzenden des Dispute Settlement Body ernannt. Währenddessen ernannte ihn Ihara Junichi zum Leiter einer Arbeitsgruppe zur Lösung der Appellate Body Krise. Im März 2020 wurde er nominiert und gewählt zum Vorsitzenden des General Council der Welthandelsorganisation. Dieses Amt übte er als Nachfolger von Sunanta Kangvalkulkij seit März 2020 dann als erster Staatsbürger Neuseelands für eine Amtsperiode aus.
Er war ebenso der stellvertretende Leiter der Vertretung Neuseelands bei den Vereinten Nationen in New York.
Seit 2021 ist er Mitglied des New Zealand Meat Boards.

## Auszeichnungen
- 2016 Officer of the New Zealand Order of Merit (ONZM)[3]